# Viola obtusogrypoceras
Viola obtusogrypoceras är en violväxtart som beskrevs av Tomitaro Makino. Viola obtusogrypoceras ingår i släktet violer, och familjen violväxter. Inga underarter finns listade i Catalogue of Life.